# Closure/Continuation
Albums de Porcupine Tree
The Incident
(2009)
Singles
1. Harridan
Sortie : 1er novembre 2021
2. Of the New Day
Sortie : 8 mars 2022
3. Herd Culling (Single Edit)
Sortie : 20 mai 2022
4. Rats Return
Sortie : 17 juin 2022

Closure/Continuation est le 11e album studio du groupe de rock progressif britannique, Porcupine Tree. Leur premier depuis plus de 10 ans après The Incident. Il est sorti le 24 Juin 2022 sur le label Music For Nations.  

## Formats de l'album
L'album contient une base commune d'un CD (ou deux vinyles) de sept titres. Trois titres supplémentaires sont inclus dans les diverses éditions « Deluxe ».
L'album sort en plusieurs formats :
- Streaming, dix titres
- CD standard, sept titres ;
- Vinyle standard (double LP), sept titres ;
- Cassette standard, sept titres ;
- CD Deluxe, dix titres (2 CD + Blu-Ray) + livret ;
- Vinyle Deluxe, dix titres (triple LP transparents) ;
- Vinyle bleu (double LP), sept titres ;
- Divers coffrets regroupant les éditions précédentes[5].

## Liste des pistes
| Édition standard | Édition standard | Édition standard | Édition standard | Édition standard | Édition standard | Édition standard | Édition standard | Édition standard | Édition standard |
| No               | Titre            | Durée            |                  |                  |                  |                  |                  |                  |                  |
| ---------------- | ---------------- | ---------------- | ---------------- | ---------------- | ---------------- | ---------------- | ---------------- | ---------------- | ---------------- |
| 1.               | Harridan         | 8:07             |                  |                  |                  |                  |                  |                  |                  |
| 2.               | Of the New Day   | 4:43             |                  |                  |                  |                  |                  |                  |                  |
| 3.               | Rats Return      | 5:40             |                  |                  |                  |                  |                  |                  |                  |
| 4.               | Dignity          | 8:22             |                  |                  |                  |                  |                  |                  |                  |
| 5.               | Herd Culling     | 7:03             |                  |                  |                  |                  |                  |                  |                  |
| 6.               | Walk the Plank   | 4:27             |                  |                  |                  |                  |                  |                  |                  |
| 7.               | Chimera’s Wreck  | 9:39             |                  |                  |                  |                  |                  |                  |                  |
| 48:01            |                  |                  |                  |                  |                  |                  |                  |                  |                  |

| Édition Deluxe | Édition Deluxe         | Édition Deluxe | Édition Deluxe | Édition Deluxe | Édition Deluxe | Édition Deluxe | Édition Deluxe | Édition Deluxe | Édition Deluxe |
| No             | Titre                  | Durée          |                |                |                |                |                |                |                |
| -------------- | ---------------------- | -------------- | -------------- | -------------- | -------------- | -------------- | -------------- | -------------- | -------------- |
| 8.             | Population Three       | 6:51           |                |                |                |                |                |                |                |
| 9.             | Never Have             | 5:07           |                |                |                |                |                |                |                |
| 10.            | Love in the Past Tense | 5:49           |                |                |                |                |                |                |                |
| 65:48          |                        |                |                |                |                |                |                |                |                |

## Classements et certifications

### Classements hebdomadaires
| Classement (2022)                  | Meilleure position |
| ---------------------------------- | ------------------ |
| Royaume-Uni (UK Albums Chart)      | 2                  |
| Royaume-Uni (Rock & Metal Albums)  | 1                  |
| Suisse (Schweizer Hitparade)       | 1                  |
| Allemagne (Media Control AG)       | 1                  |
| Autriche (Ö3 Austria Top 40)       | 4                  |
| France (SNEP)                      | 24                 |
| Pays-Bas (Mega Album Top 100)      | 1                  |
| Belgique (Flandre Ultratop)        | 11                 |
| Belgique (Wallonie Ultratop)       | 3                  |
| Suède (Sverigetopplistan)          | 13                 |
| Finlande (Suomen virallinen lista) | 2                  |
| Danemark (Tracklisten)             | 20                 |
| Italie (FIMI)                      | 4                  |
| Portugal (AFP)                     | 7                  |
| Australie (ARIA)                   | 13                 |
| Nouvelle-Zélande (RIANZ)           | 24                 |

## Distribution

### Porcupine Tree
- Steven Wilson : chant, guitare, basse
- Richard Barbieri : claviers, synthétiseur
- Gavin Harrison : batterie

### Personnel additionnel
- Paul Stacey : guitare
- Ed Scull : ingénieur
- The Designers Republic : réalisation artistique